# Young Fathers
Young Fathers — альтернативний шотландський гіп-гоп гурт, створений 2008 року в Единбурзі. Завдяки дебютному альбому Dead у 2014 році стали лауреатами премії Mercury Prize та отримали нагороду за найкращий альбом року (SAY Award). Сам колектив називає себе "психоделічним гіп-гоп бойз-бендом".

## Історія
Група була створена в Единбурзі у 2008 році Аллойсіус Массакуєй, Каюсом Банколем і Ґремом «Джі» Гастінґсом. Група почала виступати в нічних клубах, коли всі учасники гурту були підлітками.
У 2012 році вони підписали контракт з лейблом Anticon, що знаходиться в Лос-Анджелесі, і випустили мікстейпи Tape One і Tape Two, причому Tape Two виграв Шотландську премію «Альбом року» («The SAY Award»).
Потім тріо підписало контракт з Big Dada та випустило свій дебютний альбом Dead, який вийшов у 2014 році. Альбом привернув багато уваги критиків і здобув премію Mercury Prize. Dead увійшов до чарту альбомів Великобританії на 35 позиції та очолив незалежний чарт альбомів Великобританії.
Після великого світового туру гурт переїхав до Берліна, щоб розпочати роботу над своїм другим альбомом White Men Are Black Men Too, який вийшов у квітні 2015 року.
У червні 2017 року Young Fathers виступали в Королівському фестивальному залі в Southbank Center в рамках MIA's Meltdown Festival.
У саундтреці для фільму «Т2 Трейнспоттінґ» містяться шість треків гурту, у тому числі Only God Knows, написаний спеціально для фільму. У своїй заяві режисер Денні Бойл описав пісню як «серцебиття фільму».
Третій студійний альбом Young Fathers, Cocoa Sugar, був анонсований синглом In My View 17 січня 2018 року. Альбом був випущений британським незалежним лейблом Ninja Tune 9 березня 2018 року. Альбом увійшов до чарту альбомів Великобританії. під номером 28, що робить його найрейтинговішим альбомом гурту.
Не є відверто політичним гуртом, Young Fathers говорили про такі проблеми, як расизм і поводження з біженцями. Через підтримку руху БДС, гурт було виключено зі Ruhrtriennale 2018.

## Дискографія

### Студійні альбоми
- Dead (2014)
- White Men Are Black Men Too (2015)
- Cocoa Sugar (2018)
- Heavy Heavy (2023)

### Мікстейпи
- Tape One (2011)
- Tape Two (2012)

### Синґли
- Straight Back on It (2008)
- Automatic / Dancing Mantaray (2010)
- Fevers Worse (2010)
- The Guide (2013)
- Low (2013)
- Get Up (2014)
- Soon Come Soon (2014)
- Rain or Shine (2015)
- Shame (2015)
- Only God Knows (за участі Leith Congregational Choir) (2017)
- Lord (2018)
- In My View (2018)
- Toy (2018)
- Border Girl / Cocoa Sugar (2018)
- Geronimo (2022)